# 蒙牛乳業

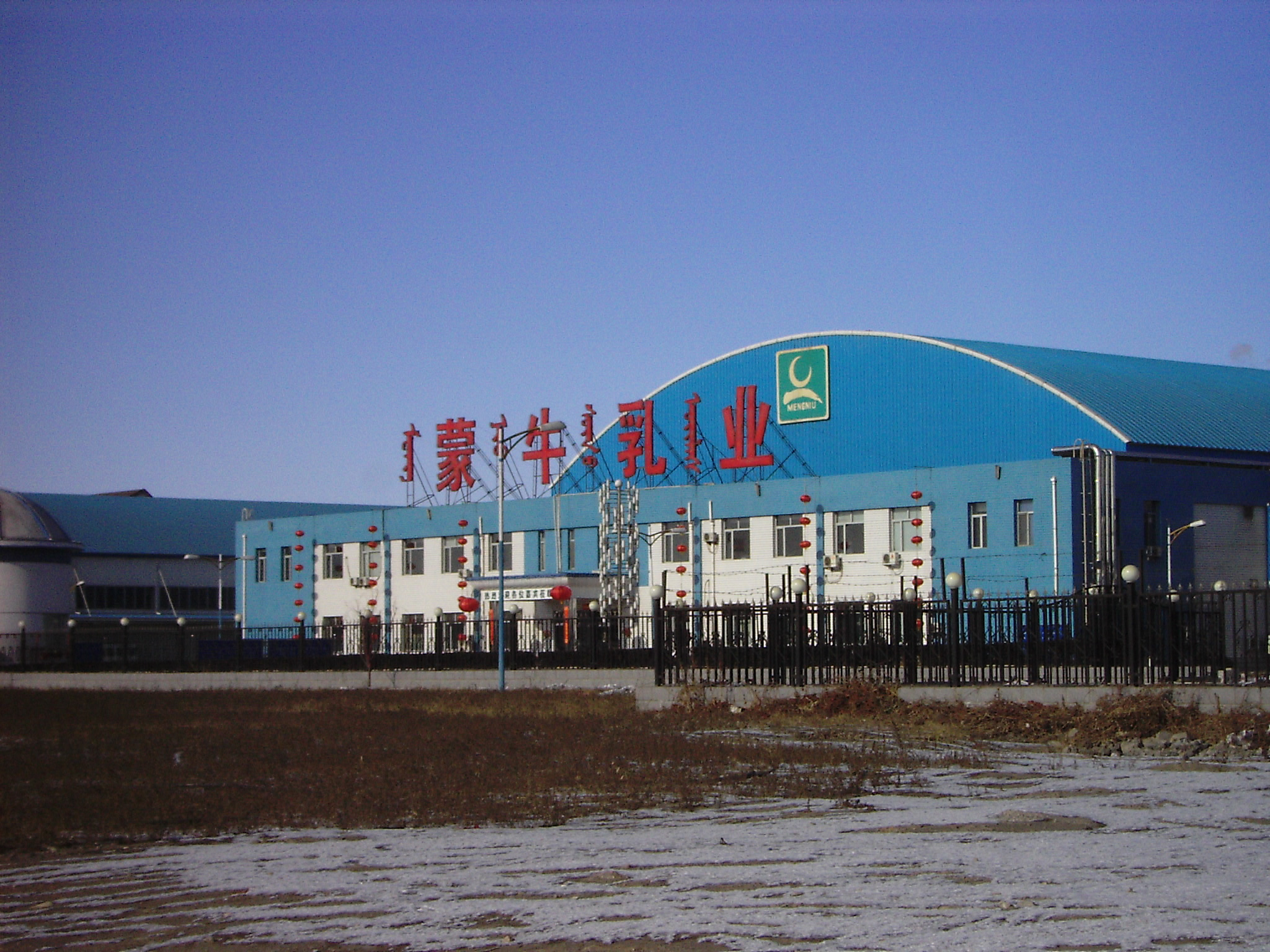
工場（2008年撮影）

蒙牛乳業（もうぎゅうにゅうぎょう、英語: Mengniu Dairy、中国語: 蒙牛乳业）は、中国のトップ乳製品国有企業である。“蒙牛”をブランドとする牛乳や乳飲料、ヨーグルト、アイスクリームなど乳製品の生産を手掛ける。中国での全国牛乳市場シェアは主な競争者である伊利実業を上回り首位を取る。
正式グループ会社名は内蒙古蒙牛乳業（集団）股份公司（中国語: 内蒙古蒙牛乳业（集团）股份公司）。香港証券取引所に上場している企業名としては、中国蒙牛乳業有限公司（中国語: 中國蒙牛乳業有限公司）を使用している。
モットーは "Constructing the dairy capital of the world" 。

## 歴史
伊利集団出身の牛根生が1995年に創業した。1999年に法人化した当初は民営企業だった。
2004年6月、香港証券取引所に上場。
2009年、1年前の2008年に起きたメラミン事件をきっかけに、国有企業の中国糧油食品集団（COFCO、現在の中糧集団）が資本参加し、国有企業になった。
2011年、四川省眉山市にある工場産の紙パック牛乳から、基準値を2.4倍超過するアフラトキシンが検出された。蒙牛乳業側は、ホームページで謝罪を行う中で市場には出回っていないことを説明した。
2012年、デンマークのアーラ・フーズとフランスのダノンと資本提携し、品質管理は徹底的に改善した。
2019年6月、ザ コカ・コーラ カンパニーと共同でワールドワイドオリンピック/パラリンピックパートナー契約を2021年から32年まで契約を締結。また、2018年と2022年のFIFAワールドカップの公式スポンサーにもなったほか、2023 FIFA女子ワールドカップの公式スポンサー契約も締結し、さらに2026年大会と2027年女子W杯も含め、2030年大会まで長期のFIFAワールドカップスポンサー契約の延長を発表した。
2019年10月、蒙牛乳業はキリンホールディングスがオーストラリアで展開するライオン飲料の乳飲料事業を6億オーストラリアドルで買収することを発表。しかし、2020年にオーストラリア政府が海外からの投資案件の見直しを行う中で買収話が難航、2020年8月になってキリンホールディングスは売却の中止を発表した。

## 外部サイト
- 公式サイト（中国語）